# Диуф, Маме Бирам
Маме́ Бира́м Диу́ф (фр. Mame Biram Diouf; родился 16 декабря 1987 года в Дакаре, Сенегал) — сенегальский футболист, нападающий. Выступал за национальную сборную Сенегала.

## Клубная карьера
Диуф начал футбольную карьеру в сенегальском клубе «Диараф». В январе 2007 года он перешёл в норвежский клуб «Мольде». В августе 2008 года в прессе появились сообщения об интересе к Диуфу со стороны ряда клубов, включая «Бранн», «Арсенал», «Фейеноорд», «Гронинген», «Вест Бромвич Альбион» и «Ред Булл Зальцбург».
12 июля 2009 года Диуф сделал «хет-трик» в первые 9 минут матча против «Бранна», а на 27-й минуте забил свой четвёртый гол. «Мольде» выиграл в этом матче со счётом 5:2.
В мае 2009 года несколько клубов выдвинули предложения о трансфере Диуфа, а 17 июля было официально объявлено о переходе игрока в английский «Манчестер Юнайтед». По условиям соглашения между клубами, Диуф должен провести остаток сезона 2009 года в «Молде», а в январе 2010 года совершить фактический переход в «Манчестер Юнайтед».
В конце 2009 года Диуф получил разрешение на работу в Великобритании, а в начале января 2010 года был зарегистрирован для участия в английской Премьер-лиге. В клубе Диуф получил футболку с номером «32».
16 января 2010 года в матче Премьер-лиги против «Бернли» Диуф вышел на поле на 74-й минуте, заменив Уэйна Руни при счёте 2:0 в пользу «Юнайтед». Уже в добавленное время он отличился голом, замкнув головой передачу Валенсии.
6 августа Диуф перешёл в «Блэкберн Роверс» на правах аренды сроком на один сезон. 24 августа 2010 года сделал хет-трик в матче Кубка Лиги против «Норвич Сити», который завершился со счётом 3:1.
Летом 2011 года вернулся в «Манчестер Юнайтед». Сыграл три матча в Кубке Футбольной лиги.
28 января 2012 года перешёл в немецкий «Ганновер 96», подписав с клубом контракт до 2016 года.
В сезоне 2011/12 Диуф сыграл 15 матчей и забил 10 голов.
В сезоне 2012/13 Диуф стал лучшим бомбардиром "Ганновера", забив 17 голов в 36 матчах.
В сезоне 2013/14 Диуф в 20 матчах забил 8 голов.
11 июня 2014 подписал четырёхлетний контракт с клубом Сток Сити.
30 августа 2014 года забил свой первый гол за «Сток Сити» в ворота «Манчестер Сити».

## Карьера в сборной
Диуф дебютировал за основную сборную Сенегала 12 августа 2009 года в товарищеском матче против сборной Демократической Республики Конго, который состоялся во французском городе Блуа и завершился победой сенегальцев со счётом 2:1. Диуф вышел на поле в стартовом составе и был заменён на 70-й минуте. Свой первый гол за сборную он забил 11 августа 2010 года в матче против сборной Кабо-Верде, который завершился со счётом 1:0.

## Достижения
Манчестер Юнайтед
- Обладатель Кубка Футбольной лиги: 2010

## Статистика выступлений
| Клуб                     | Сезон            | Лига | Лига | Кубки | Кубки | Еврокубки | Еврокубки | Прочие | Прочие | Итого | Итого |
| Клуб                     | Сезон            | Игры | Голы | Игры  | Голы  | Игры      | Голы      | Игры   | Голы   | Игры  | Голы  |
| ------------------------ | ---------------- | ---- | ---- | ----- | ----- | --------- | --------- | ------ | ------ | ----- | ----- |
| Молде                    | 2007             | 22   | 9    | 1     | 0     | 0         | 0         | 0      | 0      | 23    | 9     |
| Молде                    | 2008             | 23   | 7    | 6     | 4     | 0         | 0         | 0      | 0      | 29    | 11    |
| Молде                    | 2009             | 29   | 17   | 7     | 8     | 0         | 0         | 0      | 0      | 36    | 25    |
| Молде                    | Итого            | 74   | 33   | 14    | 12    | 0         | 0         | 0      | 0      | 88    | 45    |
| Манчестер Юнайтед        | 2009/10          | 5    | 1    | 1     | 0     | 0         | 0         | 0      | 0      | 6     | 1     |
| Манчестер Юнайтед        | 2010/11          | 0    | 0    | 0     | 0     | 0         | 0         | 0      | 0      | 0     | 0     |
| Манчестер Юнайтед        | 2011/12          | 0    | 0    | 3     | 0     | 0         | 0         | 0      | 0      | 3     | 0     |
| Манчестер Юнайтед        | Итого            | 5    | 1    | 4     | 0     | 0         | 0         | 0      | 0      | 9     | 1     |
| Блэкберн Роверс (аренда) | 2010/11          | 27   | 3    | 3     | 3     | 0         | 0         | 0      | 0      | 30    | 6     |
| Блэкберн Роверс (аренда) | Итого            | 27   | 3    | 3     | 3     | 0         | 0         | 0      | 0      | 30    | 6     |
| Ганновер 96              | 2011/12          | 10   | 6    | 0     | 0     | 5         | 4         | 0      | 0      | 15    | 10    |
| Ганновер 96              | 2012/13          | 28   | 12   | 2     | 2     | 6         | 3         | 0      | 0      | 36    | 17    |
| Ганновер 96              | 2013/14          | 19   | 8    | 1     | 0     | 0         | 0         | 0      | 0      | 20    | 8     |
| Ганновер 96              | Итого            | 57   | 26   | 3     | 2     | 11        | 7         | 0      | 0      | 71    | 35    |
| Сток Сити                | 2014/15          | 34   | 11   | 4     | 1     | 0         | 0         | 0      | 0      | 38    | 12    |
| Сток Сити                | 2015/16          | 6    | 3    | 1     | 0     | 0         | 0         | 0      | 0      | 7     | 3     |
| Сток Сити                | Итого            | 40   | 14   | 5     | 1     | 0         | 0         | 0      | 0      | 45    | 15    |
| Всего за карьеру         | Всего за карьеру | 203  | 77   | 29    | 18    | 11        | 7         | 0      | 0      | 243   | 102   |

(откорректировано по состоянию на 26 сентября 2015 года)